# 小行星2848
小行星2848（2848 ASP），臨時編號1959 VF，于1959年11月8日在美國印第安納州布魯克林哥德林克天文台发现。
該小行星以太平洋天文学会的縮寫命名。

## 外部連結
- JPL Small-Body Database Browser on 2848 ASP （页面存档备份，存于）

| 前一小行星： 2847 Parvati | 小行星列表 | 後一小行星： 2849 Shklovskij |